# Хильбудий
Хильбудий (греч. Χιλβούδιος, лат. Chilbudios) — византийский военачальник. Занимал должность магистра армии во Фракии в начале 530-х годов. Он, предположительно, был убит в бою в 533 году. Были ошибочные попытки отождествлять его с тёзкой (вероятно, самозванцем), упоминаемым в 545—546 годах. Единственным источником информации об этих двух личностях является Прокопий Кесарийский.

## Происхождение
По мнению некоторых ученых, Хильбудий был славянином (антом). Имя, вероятно, славянского происхождения, одна из его форм - Хвалибуд. 
Богдан Струминский предлагает готское толкование *Hil(i)baudeis / *Hil(i)būdeis, которое в древнем верхне-германском обращается в Hillibodo. 
Американский историк румынского происхождения Флорин Курта утверждает, что это мнение неверно и его последователи были введены в заблуждение историей о тёзке антского происхождения, который и выдавал себя за Хильбудия спустя десятилетие.

## Биография
Хильбудий был представителем ближайшего окружения императора Юстиниана I (годы правления: 527—565). Прокопий рассказывает о нём, как об энергичном солдате и человеке, лишенном жадности. Он утверждает, что Хильбудий не стремился накопить богатство для себя.
Хильбудий был назначен магистром армии во Фракии «в четвертый год царствования Юстиниана» (530/531 год). Он был преемником Германа на этом посту. Ему была поставлена задача защищать дунайскую границу от непрекращающихся набегов варваров. Хильбудий занимал должность магистра армии в течение трех лет. Он провёл поход на земли к северу от Дуная. Таким образом, Хильбудий предотвратил вторжение в византийские пределы, приняв бой на вражеской территории. Он был убит в битве со склавенами (южными славянами) в 533 году.
Как писал о нём Прокопий Кесарийский:
Хильбудий настолько был страшен варварам, что в течение трех лет, пока он был облечен званием военачальника, не только никто из варваров не осмеливался перейти Истр для войны с римлянами, но сами римляне, неоднократно переходя под начальством Хильбудия в земли по ту сторону реки, избивали и забирали в рабство живущих там варваров.
После того, как Хильбудий погиб, войска варваров вновь хлынули на земли империи через Дунай. Прокопий Кесарийский:
Таким образом, оказалось, что все могущество Римской империи в этом деле совершенно не может равняться доблести одного человека.

## Самозванец псевдо-«Хильбудий»
В 545/546, один из антов, оказавшихся в плену у склавинов, утверждал, что он и есть Хильбудий. С антами и склавинами, временно находившимися в мире друг с другом, Хильбудий-самозванец перешел в руки другого представителя антов. Византийские пленные, принадлежащие тому же человеку, убедили своего хозяина, что его раб является Хильбудием. Он также пытался убедить хозяина вернуть пленника Юстиниану, что потребовало бы путешествия через византийские области. Когда он оказался среди других антов, самозванец раскрыл свою личность и попытался претендовать на статус вольноотпущенника. Его соплеменники решили, что он будет более полезным в качестве Хильбудия, а не одного из них. Поэтому он был вынужден дальше выдавать себя за Хильбудия.
Примерно в это время, Юстиниан начал переговоры с антами. Он предложил им древний город Туррис «к северу от реки Истра» (Дунай), и его окрестности. Город был построен по указу Траяна, но опустел к тому времени. Антам было разрешено поселиться в этой области, и получать оплату за охрану границ Византийской империи против гуннов, получая таким образом выгодный статус федератов. Анты согласились, но при условии, что псевдо-Хильбудий будет восстановлен в должности. Впоследствии Нарсес захватил Хвалибуда-самозванца и доставил его в Константинополь. Его дальнейшая судьба неизвестна. Вне зависимости от его реальной личности, самозванец, как сообщается, свободно владел латинским языком.